# 外耳介筋
外耳介筋（がいじかいきん）は耳介筋のうち、耳介周囲にある筋肉の総称。筋肉の一方が皮膚で終わっている皮筋である。
人間の外耳介筋は、後耳介筋、前耳介筋、上耳介筋、側頭耳介筋の4つの筋肉によって構成される。